# 장 이론 (심리학)
장 이론(field theory)은 심리학에서 인간의 행동을 개인의 현재 상황, 즉 장(場, field)과의 관계로 설명하려는 이론이다. 정신 현상이나 사회 현상도 전체가 하나의 장을 구성하고 있어 그 내부는 상호 의존적인 관계를 이루고 있다고 보고, 개개의 현상이 생기는 원인을 그 사상(事象) 자체에서 찾지 않고 그 사상을 포함하는 전체적인 컨텍스트(context,맥락)를 갖는 장에서 얻으려는 이론이다. 레빈과 그와 의견을 같이 하는 심리학들이 발전시켰다.

## 장(Field)
한편 환경으로서의 장 이론을 살펴보는 학습심리학에서는 장 의존적이거나 장 독립적일수있는 인지행동에 주목함으로써 개인과 사회라는 거시적인 맥락을 상호 보완으로 이해하기도 한다.

## 같이 보기
- 인지주의